# Serguéi Zimov
Serguéi Afanasiévich Zimov (en ruso: Сергей Афанасьевич Зимов; n. 18 de julio de 1955) es un geofísico ruso que se especializa en ecología ártica y subártica. Es el director de la Estación Científica del Noreste (un instituto de investigación de la Academia de Ciencias de Rusia), investigador principal del Instituto de Geografía del Pacífico (un instituto dentro de la División del Lejano Oriente de la Academia de Ciencias de Rusia), y uno de los fundadores del Parque Pleistoceno (una reserva de vida silvestre de 160 km2 y una subestación de investigación de la Estación Científica del Noreste). Es conocido por su trabajo en la defensa de la teoría de que la caza excesiva de grandes herbívoros por parte de los humanos durante el Pleistoceno provocó la desaparición del ecosistema de praderas y estepas de Siberia y por crear conciencia sobre los importantes roles que desempeñan el permafrost y los lagos termokarst en el ciclo global del carbono.

## Biografía
Zimov reside en Cherski, República de Sajá, Rusia. Estudió y se licenció en geofísica en la Universidad Estatal del Lejano Oriente, ubicada en Vladivostok.
Fundó la Estación Científica del Noreste cerca de Cherski en 1977. Doce años después, en 1988, inició el proyecto del Parque Pleistoceno. En 1991, Zimov recibió el premio Wolf Vishniac en el décimo Simposio Internacional sobre Biogeoquímica Ambiental (ISEB).

## Campos de estudio y logros profesionales

### Estación Científica del Noreste

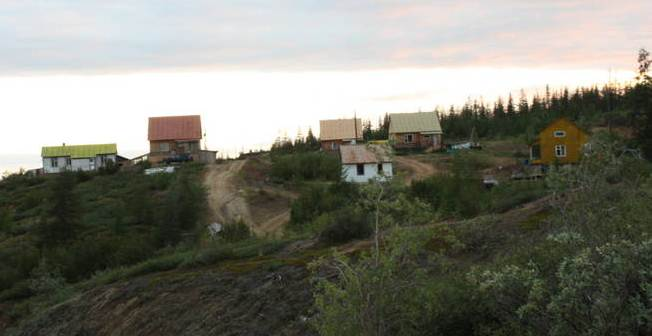
Vista general de la Estación Científica del Noreste, en Cherski.

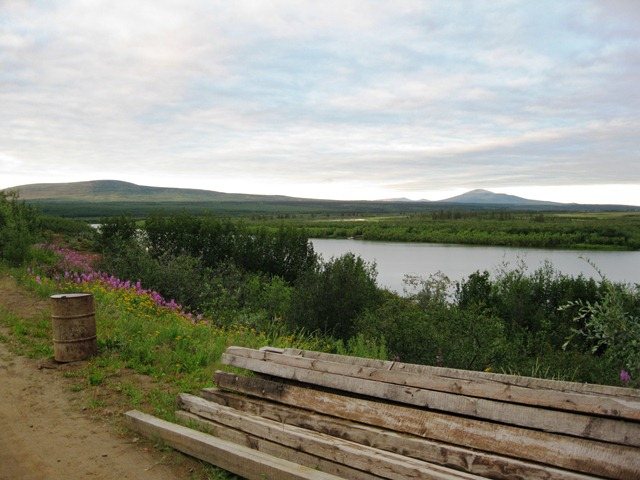
Vista desde la Estación Científica del Noreste

Serguéi Zimov es cofundador y director de la Estación Científica del Noreste, una de las tres estaciones árticas más grandes del mundo. Ubicada cerca de Cherski, Rusia, en la desembocadura del río Kolimá, a 150 kilómetros al sur del Océano Ártico, la estación sirve como base durante todo el año para la investigación internacional del Ártico. Su atención se centra en los ciclos del carbono, los flujos de metano, el paleoclima y el ecosistema cambiante. Fundada en 1977, la Estación Científica del Noreste cuenta con tres laboratorios, una red de sitios de campo, herramientas para el análisis y la comunicación de datos, transporte, alojamiento para investigadores visitantes, y un personal de seis personas durante todo el año. Una barcaza que flota en el río Kolimá sirve como dormitorio y laboratorio andante.

### Permafrost y metano
En colaboración con Terry Chapin y la Katey Walter-Anthony, Serguéi Zimov ha publicado una colección de artículos científicos que exponen la importancia del permafrost y las emisiones de dióxido de carbono y metano en latitudes altas en el ciclo global del carbono. Estos artículos identificaron la ebullición de metano de los lagos termokarst como una fuente importante de metano atmosférico, un potente gas de efecto invernadero.
El permafrost es una gran reserva global de carbono que ha permanecido congelada durante gran parte del Holoceno. Debido al cambio climático reciente, el permafrost está comenzando a derretirse, liberando el carbono almacenado y formando lagos termokarst. Cuando el permafrost descongelado ingresa a los lagos termokarst, su carbono se convierte en dióxido de carbono y metano, y se libera a la atmósfera. El metano es un potente gas de efecto invernadero y las emisiones de metano de los lagos termokarst tienen el potencial de iniciar un ciclo de retroalimentación positiva en el que el aumento de las concentraciones atmosféricas de metano conduce a un cambio climático global amplificado, lo que a su vez conduce a un mayor deshielo del permafrost y más emisiones de metano y dióxido de carbono.

### Parque Pleistoceno

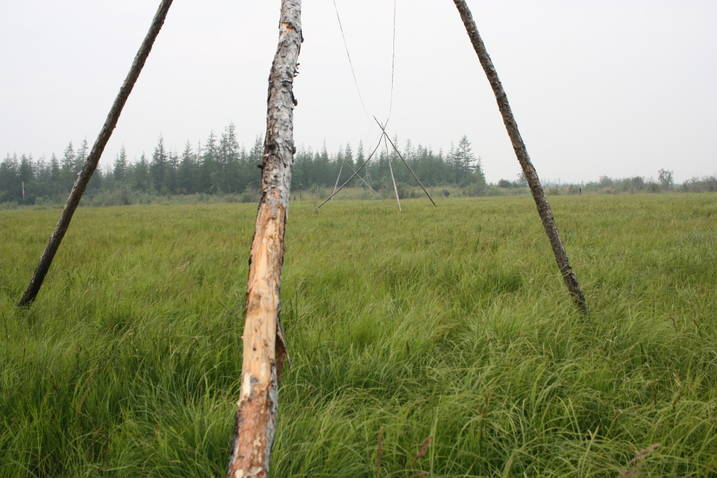
Pastizales restaurados en el Parque Pleistoceno

Zimov inició el proyecto del Parque Pleistocénico en 1988 en el noreste de Siberia, cerca de la Estación Científica del Noreste en Cherski, República de Sajá, Rusia.  El parque busca probar la hipótesis de que los grandes herbívoros mantuvieron la estepa de la tundra del Pleistoceno y que la caza excesiva por parte de los humanos provocó que tanto los animales como el ecosistema del Pleistoceno desaparecieran.
El ecosistema de pradera-estepa, que dominó Siberia durante el Pleistoceno, desapareció hace 10.000 años y fue reemplazado por una tundra cubierta de musgo y boscosa. Al mismo tiempo, muchos de los grandes herbívoros que vagaban por Siberia durante el Pleistoceno, incluidos mamuts, rinocerontes lanudos, bisontes, caballos, bueyes almizcleros, uapitís, saigas y yaks, desaparecieron de la región. Hoy en día, renos y alces son los únicos grandes herbívoros supervivientes que deambulan por Siberia. Zimov y sus colegas creen que los humanos, con su tecnología en constante mejora, cazaron excesivamente a los grandes herbívoros y condujeron a su extinción y extirpación. Sin herbívoros pastando y pisoteando la tierra, los musgos, arbustos y árboles pudieron apoderarse y reemplazar el anterior ecosistema de pastizales.
En el Parque Pleistoceno, Zimov está intentando recrear los pastizales del Pleistoceno para demostrar que habrían persistido hasta el Holoceno si los humanos no hubieran cazado excesivamente a las manadas de herbívoros del Pleistoceno que deambulaban y mantenían el ecosistema. Ha demostrado que los pastos se apoderan del paisaje 1 o 2 años después de que los musgos son eliminados antropogénicamente. Según Zimov, la reintroducción de grandes herbívoros en Siberia iniciaría un circuito de retroalimentación positiva que favorecería el restablecimiento de los ecosistemas de pastizales: "Los animales, con sus pezuñas, perturban el musgo y dejan crecer la hierba. El suelo se seca, los animales depositan su fertilizante, la hierba crece más y más animales pueden pastar".
Los esfuerzos actuales en el parque incluyen la reintroducción de la megafauna del Pleistoceno sobreviviente en el recinto cercado hasta que alcancen densidades para cambiar la vegetación y el suelo a un ecosistema de pastizales esteparios. El Parque Pleistoceno cubre actualmente un área de 160 km² (61,8 mi²) y contiene un centenar de grandes mamíferos que representan seis especies de herbívoros principales (caballos, alces, renos, bueyes almizcleros, uapitís y bisontes). El objetivo de Zimov para el Parque Pleistoceno es aumentar el número de grandes herbívoros a 20 por kilómetro cuadrado antes de reintroducir depredadores, incluidos lobos, osos y tigres siberianos.
En 2007 se construyó en el parque una torre de flujo de 35 metros de altura que monitorea constantemente los niveles de metano, dióxido de carbono, vapor de agua y energía (temperatura) en la atmósfera del parque. Los datos, entre otros, contribuyen a la División de Monitoreo Global del Laboratorio de Investigación del Sistema Terrestre de la NOAA.
El concepto de Zimov de un parque pleistocenico y del repoblamiento de la gigantesca estepa está catalogado como una de las “100 soluciones más sustanciales al calentamiento global” por el Proyecto Drawdown. La lista, que abarca sólo soluciones existentes y tecnológicamente viables, fue compilada por un equipo de más de 200 académicos, científicos, formuladores de políticas, líderes empresariales y activistas; para cada solución se midieron y modelaron el impacto del carbono hasta el año 2050, el costo total y neto para la sociedad y el ahorro total de por vida.

## Publicaciones seleccionadas
- Walter, K. M.; Edwards, M. E.; Grosse, G.; Zimov, S. A.; Chapin, F. S. (26 de octubre de 2007). «Thermokarst Lakes as a Source of Atmospheric CH4 During the Last Deglaciation». Science (en inglés) 318 (5850): 633-636. ISSN 0036-8075. PMID 17962561. doi:10.1126/science.1142924.

- Walter, K. M.; Zimov, S. A.; Chanton, J. P.; Verbyla, D.; Chapin, F. S. (7 de septiembre de 2006). «Methane bubbling from Siberian thaw lakes as a positive feedback to climate warming». Nature (en inglés) 443 (7107): 71-75. ISSN 0028-0836. PMID 16957728. doi:10.1038/nature05040.

- Zimov, Sergey A. (6 de mayo de 2005). «Pleistocene Park: Return of the Mammoth's Ecosystem». Science (en inglés) 308 (5723): 796-798. ISSN 0036-8075. PMID 15879196. doi:10.1126/science.1113442. PDF

- Zimov, S. A.; Davidov, S. P.; Zimova, G. M.; Davidova, A. I.; Chapin, F. S.; Chapin, M. C.; Reynolds, J. F. (18 de junio de 1999). «Contribution of Disturbance to Increasing Seasonal Amplitude of Atmospheric CO2». Science (en inglés) 284 (5422): 1973-1976. ISSN 0036-8075. PMID 10373112. doi:10.1126/science.284.5422.1973.

- Zimov, Sergey A.; Schuur, Edward A. G.; Chapin, F. Stuart (16 de junio de 2006). «Permafrost and the Global Carbon Budget». Science (en inglés) 312 (5780): 1612-1613. ISSN 0036-8075. PMID 16778046. doi:10.1126/science.1128908.

- Zimov, S. A.; Voropaev, Y. V.; Semiletov, I. P.; Davidov, S. P.; Prosiannikov, S. F.; Chapin, F. S.; Chapin, M. C.; Trumbore, S. et al. (8 de agosto de 1997). «North Siberian Lakes: A Methane Source Fueled by Pleistocene Carbon». Science (en inglés) 277 (5327): 800-802. ISSN 0036-8075. doi:10.1126/science.277.5327.800.